# هجرس شمسي الذيل
الهجرس شمسي الذيل (الاسم العلمي:Cercopithecus solatus) (بالإنجليزية: Sun-tailed Monkey)‏ هو نوع من الحيوانات يتبع جنس الهجرس من فصيلة سعادين العالم القديم.